# Rhododendron
El rododendro o azalea (Rhododendron, del griego: «ῥόδον» rhodon, rosa y «δένδρον» dendron, árbol) es un género de plantas angiospermas perteneciente a la familia Ericaceae, que contiene más de 1000 especies conocidas. Dado que es un género muy extenso, las plantas se organizan en subgéneros, secciones, subsecciones y series. Estos subgéneros se dividen en grupos:
- Azaleastrum
- Candidastrum
- Hymenanthes: hojas grandes (sin escamas en el envés). Tipo: Rhododendron degronianum Carr.
- Mumeazalea
- Pentanthera
- Rhododendron: hojas pequeñas  (con escamas en el envés). Tipo: Rhododendron ferrugineum L.
- Therorhodion
- Tsutsusi

## Características
Las especies de este género son arbustos o pequeños árboles (raramente árboles grandes), los menores no superan los 10 o 20 cm de altura y la especie más alta, R. arboreum, puede alcanzar los 30 m;  son tanto perennes como caducifolios.
Las hojas se disponen en espiral; su tamaño oscila desde entre 1 y 2 cm en las especies más pequeñas hasta más de 50 cm en las mayores; excepcionalmente las de R. sinogrande pueden llegar a medir 1 m.
En algunas especies el envés de las hojas está cubierto por escamas o vellosidades. Algunas de las especies más conocidas se caracterizan por sus muchos racimos de grandes flores. Existen desde especies alpinas con pequeñas hojas y flores hasta especies tropicales como la serie Vireya que a menudo crecen como epifitas. Vegetan bien en suelos ácidos, produciendo numerosos racimos de grandes flores en forma de trompeta y lustrosas hojas ovaladas. La mayoría florecen durante un corto periodo anualmente, pero durante ese breve tiempo se convierten en un asombroso despliegue de color. Las flores requieren polinización por zumbido.

## Distribución

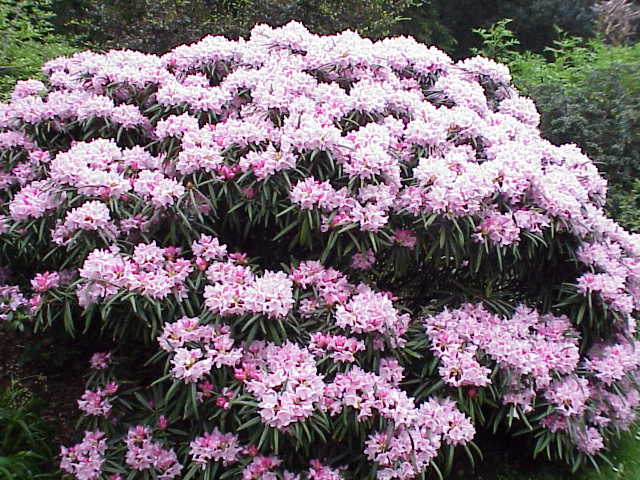
Rhododendron yakushimanum makino

El género Rhododendron está ampliamente extendido, aunque la mayor diversidad se da en la parte sureste de la cordillera del Himalaya, desde Nepal central y el Este de Sikkim hasta Yunnan y Sichuan, con otras zonas también de relevante diversidad en las montañas de Indochina, Japón y Taiwán.
Varias de las especies habitan también en Norteamérica y otras cuantas en Europa (Rhododendron ponticum). Hay asimismo especies tropicales que crecen al sur de Borneo y Nueva Guinea.
Existen varios cientos de cultivares de rododendro que han sido modificados para que produzcan flores más pequeñas o más grandes y una inmensa variedad de colores. Un ejemplo de uno de estos famosos cultivares es el rododendro del presidente Roosevelt. Esta variedad posee llamativas hojas variegadas y flores de brillante color rojo que se va decolorando hasta llegar al blanco en el centro.

## Toxicología
Todos los rododendros contienen una toxina llamada grayanotoxina en el polen y el néctar, por lo que la miel derivada de estas plantas es muy venenosa. El resto de la planta también es venenosa, en especial las hojas.

## Usos en jardinería

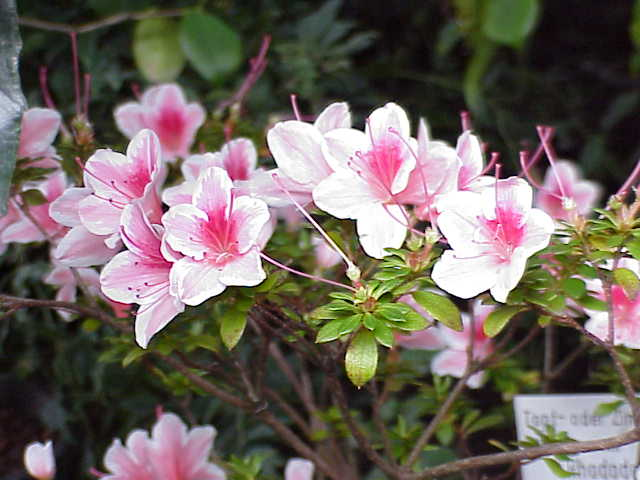
Rhododendron simsii

Tanto las especies como los híbridos se usan extensamente por todo el mundo como plantas ornamentales en jardinería. Muchas de ellas, así como sus cultivares, se cultivan para el comercio viverístico. Los rododendros son apreciados por su estructura, tamaño, flores y su comportamiento perenne.
Las azaleas se suelen utilizar como borduras alrededor de edificios y ocasionalmente como setos; los rododendros de hojas más grandes, en plantaciones informales, en jardines silvestres o como elementos aislados. En algunos lugares las especies mayores, como R. arboreum y R. falconeri, se podan para forzar el crecimiento en forma de árbol, llegando a alcanzar los 10 o 15 m, o incluso más.
El mayor jardín silvestre de rododendros del mundo se encuentra en Bakersville, Carolina del Norte (EE. UU.) Está situado en el parque natural Roan Mountain.
También es digna de mención la colección de rododendros en el jardín botánico de Kew en Londres, que se estructura en torno a un camino de unos doscientos metros en la parte norte del parque, y en el que se pueden observar especies de todos los tamaños y colores, incluyendo formaciones arbóreas de hasta cinco metros de altura.

### Cultivo comercial
Los rododendros se cultivan comercialmente para la venta en muchos lugares y en ocasiones se recogen ejemplares silvestres, aunque esta práctica es ya poco común en la actualidad. Los cultivadores mayoristas suelen hacer envíos mundialmente; en Estados Unidos la mayoría de ellos están ubicados en la costa oeste (Oregón, Washington y California). El cultivo a gran escala selecciona con frecuencia características demandadas por los cultivadores aficionados, tales como resistencia de las raíces a la podredumbre en suelos demasiado húmedos, posibilidad de forzado a la floración precoz, facilidad de enraizamiento u otros métodos de propagación, y facilidad de venta.

### Plantación y cuidados
Al igual que otras ericáceas, la mayoría de los rododendros prefieren suelos ácidos, con un pH de entre 4,5 a 5,5. Algunas vireyas tropicales y otras cuantas especies crecen como epifitas por lo que requieren una mezcla de suelo similar a la de las orquídeas. Los especímenes de este género poseen raíces fibrosas, por tanto necesitan sustratos bien drenados con alto contenido en materia orgánica. En zonas con mal drenaje o suelos alcalinos, se cultivan en parterres elevados utilizando como compost corteza de pino. Es importante un buen aporcado así como regar cuidadosamente, en especial antes de que la planta esté establecida.
Para una floración correcta es necesario que el botón principal de la raíz esté a nivel del suelo. Si se entierra demasiado, la planta crecerá sin problemas pero no echará flores.

### Insectos y enfermedades
Varias especies de insectos pueden provocar ataques en los rododendros. Los barrenadores y algunas especies de gorgojos son sus principales plagas, así como orugas y  larvas de Lepidoptera (mariposas y polillas). Las enfermedades fúngicas principales son la podredumbre de raíz, tallo y brotes causada por el hongo Phytophthora.

## Simbolismo
El rododendro es la flor nacional de Nepal. También es la flor que representa a los estados de Washington y Virginia Occidental, en Estados Unidos, al estado de Sikkim en la India y a la ciudad de São Paulo en Brasil.

## Especies
Entre las especies de Rhododendron, pueden destacarse:
- Rhododendron arboreum - Rododendro arbóreo
- Rhododendron ferrugineum
- Rhododendron fortunei - Rododendro de Fortune
- Rhododendron lapponicum
- Rhododendron maximum
- Rhododendron ponticum
- Rhododendron tsinghaiense

VerEspecies de Rhododendron

### Artículos
- Black, Michael (October 1969). «Historical Survey of Rhododendron Collecting With Emphasis on its Close Associations with Horticulture». The Quarterly Bulletin of the American Rhododendron Society 23 (4).
- Magor, Walter (Fall 1990). «A History of Rhododendrons». Journal American Rhododendron Society 44 (4).
- Goetsch, Loretta A.; Eckert, Andrew J.; Hall, Benjamin D. (July–September 2005). «The molecular systematics of Rhododendron (Ericaceae): a phylogeny based upon RPB2 gene sequences». Systematic Botany 30 (3): 616-626. S2CID 51949019. doi:10.1600/0363644054782170.

### Subdivisions

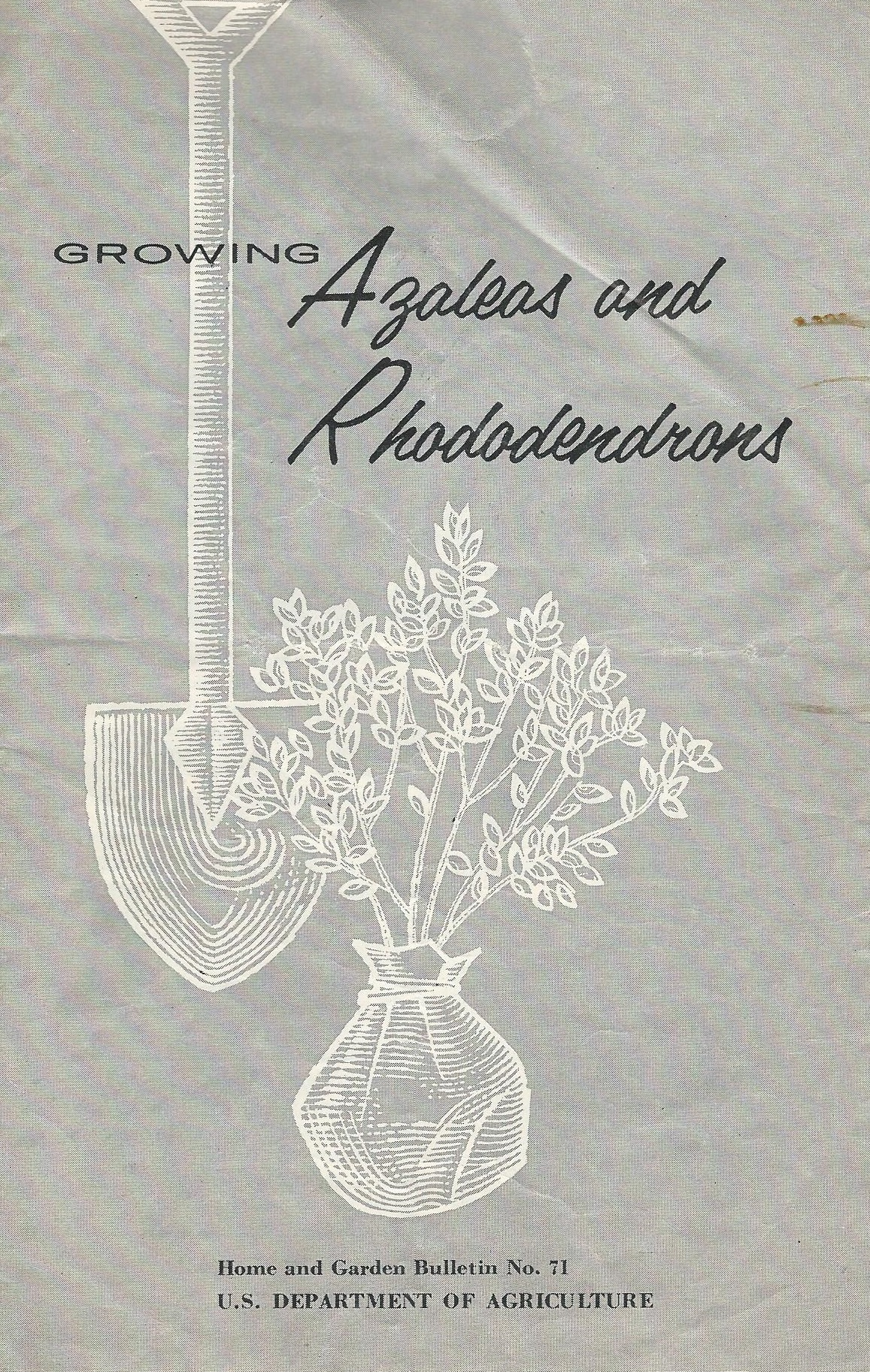
Los requisitos culturales de las azaleas y los rododendros son tan similares que esta publicación del Departamento de Agricultura de EE.UU. de 1960 los trataba conjuntamente.

#### Azaleas
- Wilson, E.H.; Rehder, A. (1921). A Monograph of Azaleas; Rhododendron Subgenus Anthodendron. Publications of the Arnold Aboretum, no. 9. Cambridge: University Press.
- Creech, John L. (1955). «An Embryological Study in the Rhododendron Subgenus Anthodendron Endl.». Botanical Gazette 116 (3): 234-243. JSTOR 2473343. S2CID 83861676. doi:10.1086/335866.

#### Tsutsusi
- Chamberlain, D.F.; Rae, S.J. (1990). «A revision of Rhododendron. IV. Subgenus Tsutsusi». Edinburgh Journal of Botany 47 (2): 89-200. doi:10.1017/S096042860000319X.
- Powell, E. Ann; Kron, Kathleen A (2004). "Molecular systematics of Rhododendron subgenus Tsutsusi (Rhodoreae, Ericoideae, Ericaceae)". Botany 2004. Abstract ID:147.
- Kron, K.A.; Powell, E.A. (March 2009). «Molecular systematics of Rhododendron subgenus Tsutsusi (Rhodoreae, Ericoideae, Ericaceae)». Edinburgh Journal of Botany 66 (1): 81-95. doi:10.1017/S0960428609005071.
- ZHANG Yue-Jiao; JIN Xiao-Feng; DING Bing-Yang; ZHU Jing-Ping (March 2009). «Pollen morphology of Rhododendron subgen. Tsutsusi and its systematic implications». Journal of Systematics and Evolution 47 (2): 123-138. S2CID 86594487. doi:10.1111/j.1759-6831.2009.00011.x.
- JIN Xiao-Feng; DING Bing-Yang; ZHANG Yue-Jiao; HONG De-Yuan (2010). «A Taxonomic Revision Of Rhododendron subg. Tsutsusi sect. Brachycalyx (Ericaceae)». Annals of the Missouri Botanical Garden 97 (2): 163-190. S2CID 86507576. doi:10.3417/2007139.

#### Vireyas
- Sleumer, Hermann Otto (1966). An account of rhododendron in Malesia. Groningen: P. Noordhoff.. A reprint from Flora Malesiana ser. I, vol. 6, part 4. Pages 473 through 674.
- Leach, David G. (Winter 1978). «The Discovery of the Malaysian Rhododendrons». The Quarterly Bulletin of the American Rhododendron Society 32 (1).
- Argent, G. (2006). Rhododendrons of subgenus Vireya. Royal Horticultural Society. ISBN 978-1-902896-61-8.
- Brown, Gillian K.; Craven, Lyn A.; Udovicic, Frank; Ladiges, Pauline Y. (August 2006). «Phylogenetic relationships of Rhododendron section Vireya (Ericaceae) inferred from the ITS nrDNA region». Australian Systematic Botany 19 (4): 329-342. doi:10.1071/SB05019. Archivado desde el original el 15 de julio de 2014.
- Hall, B.D.; Craven, L.A.; Goetsch, L.A. (2006). «The Taxonomy of Subsection Pseudovireya: Two distinctly different taxa within subsection Pseudovireya and their Relation to the Rooting of section Vireya within subgenus Rhododendron». Rhododendron Species 1: 91-97. Yearbook of the Rhododendron Species Foundation, Federal Way, WA.
- Craven, L.A.; Goetsch, L.A.; Hall, B.D.; Brown, G.K. (2008). «Classification of the Vireya group of Rhododendron (Ericaceae)». Blumea - Biodiversity, Evolution and Biogeography of Plants 53 (2): 435-442. doi:10.3767/000651908X608070.
- Goetsch, L.A.; Craven, L.A.; Hall, B.D. (2011). «Major speciation accompanied the dispersal of Vireya Rhododendrons (Ericaceae, Rhododendron sect. Schistanthe) through the Malayan archipelago: Evidence from nuclear gene sequences». Taxon 60 (4): 1015-1028. doi:10.1002/tax.604006.
- Adams, Peter (Fall 2012). «Evolution, Adaptive Radiation and Vireya Rhododendrons - Part I». Journal American Rhododendron Society: 201-203. Archivado desde el original el 20 de agosto de 2016. Consultado el 18 de junio de 2014.
- Adams, Peter (Spring 2013). «Evolution, Adaptive Radiation and Vireya Rhododendrons – Part II». Journal American Rhododendron Society: 74-76. Archivado desde el original el 20 de agosto de 2016. Consultado el 18 de junio de 2014.
- Fayaz, A. (2012). Biodiversity of the Vireya group of Rhododendron L. (Ericaceae) collections in New Zealand and their potential contribution to international conservation (PhD). Turitea, New Zealand: Massey University. Consultado el 26 de septiembre de 2017.

#### Separata general
- Craven, L.A. (April 2011). «Diplarche and Menziesia transferred to Rhododendron (Ericaceae)». Blumea - Biodiversity, Evolution and Biogeography of Plants 56 (1): 33-35. doi:10.3767/000651911X568594.